# استرامپشاو
استرامپشاو (به انگلیسی: Strumpshaw) یک روستا و محله مدنی در بریتانیا است که در Broadland واقع شده‌است. استرامپشاو ۱۱٫۶۹ کیلومتر مربع مساحت و ۶۳۴ نفر جمعیت دارد.